# إينا طوماس
إينا طوماس (1935 - 2020)، هي طاهية ويلزية أصبحت طاهية مشهورة في البرنامج التلفزيوني هينو(بالإنجليزية) في التسعينيات من القرن العشرين.
هي من مواليد يوم 5 يونيو 1935 بمدينة «Felindre» وتوفيت شهر يوليو 2020. عن 85 عاما.